# Молдова на «Евровидении-2022»

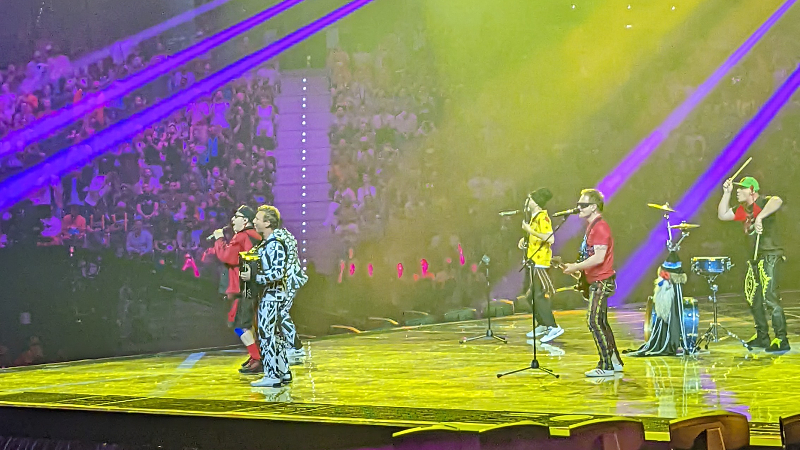
Zdob și Zdub и Братья Адваховы на сцене первого полуфинала «Евровидения-2022» в Турине с песней «Trenulețul».

Молдова выступила на Евровидении 2022 в Турине с песней Trenulețul, исполненной Братьями Адваховыми и Zdob și Zdub. Последние стали единственной группой, вышедшей в финал в трёх разных десятилетиях (2005, 2011 и 2022 года).
Молдовский вещатель Телерадио-Молдова (ТРМ) планировал организировать национальный отбор «Selecția Națională 2022» и выбрать исполнителя Молдовы на конкурсе. Однако в Январе 2022 ТРМ решил самостоятельно выбрать песню с помощью жюри, и победившей песней стала Trenulețul.
Молдова прошла первый полуфинал 10 мая, попав на 8 место с 154 очками. В финале страна попала на 7 место с 253 очками.

## Квалификация
Артисты могли подать заявку с 20 декабря 2021 года до 24 января 2022 года. Международный пакт принимал только если в дуо или в группе было минимум 50% солистов Молдавской национальности. Авторы песен могли быть любой национальности. Также исполнители могли подать больше одной песни. До конца срока, 29 песен были приняты. Среди исполнителей были представители Молдовы на Евровидении-2005 и Евровидении-2011 Zdob și Zdub и участник Детского Евровидения-2012 Денис Милдоне
Прослушивание состоялось 29 января в Кишинёве. Прямой Эфир транслировался по каналам Moldova 1, Moldova 2 и Radio Moldova. Жюри выбрали песню «Trenulețul». Записи выбирались по таким критериям, как «качество голоса» и «сила композиции». 
| Позиция | Исполнитель                    | Песня                           | Автор(ы) песни | Место |
| ------- | ------------------------------ | ------------------------------- | --- | ----- |
| 1       | Y-Limit                        | "Nothing More"                  | Роман Лупу | —     |
| 2       | Katy Rain                      | "Lele"                          | Екатерина Тостоган-Кондреа                                                                                                   | —     |
| 3       | Zdob și Zdub и Братья Адваховы | "Trenulețul"                    | Андрей Чеботары, ВИктор Дандес, Михай Гынчу, Роман Ягупов, Валериу Мазылу, Святослав Сарус, Василий Адвахов, ВИталий Адвахов | 1     |
| 4       | Маркела Скрипкару              | "Starlight"                     | Аарон Сиблей, Никос Софис | —     |
| 5       | Наминал                        | "Stop Tonight"                  | Вадим Лучин, Тимофей Трегубенкo, Маркель Штэфенет, Генадий Кубасов                                                           | —     |
| 6       | Дианна Ротару                  | "My Time Is Now"                | Ильва Перссон, Линда Перссор, Рикард Бонде Труумеел                                                                          | —     |
| 7       | The Tramps                     | "Sky Blues"                     | Рутт Мусси, Иерусалим Йемане, Ирена Крстева, Киан Фахару                                                                     | —     |
| 8       | Трио Ева                       | "Get a Kiss"                    | Мэдэлина Цуркан, Михаил Ра                                                                                                   | —     |
| 9       | Денис Милдоне                  | "Run Away"                      | Денис Милдоне, Ольга Фесенко                                                                                                 | —     |
| 10      | Саша Богнибов                  | "(I Just Had) Sex with Your Ex" | Якоб Ёня | —     |
| 11      | Aннет Смирнова                 | "Toxic Eyes"                    | Мэдэлина Цуркан, Михаил Ра                                                                                                   | 4     |
| 12      | Рики Андрезиану                | "Cherchez la femme"             | Ion Istrati, Tatiana Postolache                                                                                              | —     |
| 13      | Тудор Бумбак                   | "Iartă-mă că te iubesc"         | Тудор Бумбак | —     |
| 14      | Lemonique                      | "Boys"                          | Михаил Рa, Сержио Йонаш, Мари Вегга, Фокс Бангер                                                                             | 3     |
| 15      | Каролина Горун и Даниэли Швец  | "Take Me Anywhere"              | Ильва Перссон, Линда Перссон, Риккард Богде Труумеел                                                                         | —     |
| 16      | Михаэла Андрей                 | "Libre"                         | Пауль Гумарари, Анатолий Вориникеску                                                                                         | —     |
| 17      | Максим Завидиа                 | "Ready"                         | Паша Руденко, Арина Бережная, Алексей Стрелцов, Никос Софис                                                                  | 4     |
| 18      | Эмилиа Руссу                   | "Yama"                          | Эмилиа Руссу | 5     |
| 19      | Ланжерон                       | "Magic Carpet"                  | Сергей Форман, Ана Колесникова                                                                                               | 5     |
| 20      | Пелагея Стефогло               | "I'm the Only One"              | Юлия Огиохына | —     |
| 21      | Сендрей                        | "Beginner's Luck"               | Элвис Петерсоннс, Элад Лахмани                                                                                               | —     |
| 22      | Виола Юлия                     | "Before (Twin Flame)"           | Ильва Перссон, Линда Перссон                                                                                                 | —     |
| 23      | Angel Kiss                     | "The Sunshine in Me"            | Якоб Йоня | —     |
| 24      | Валерия Барбасс                | "My Tree"                       | Валерия Барбасс, Франк Шульте                                                                                                | —     |
| 25      | Диана Эльмас                   | "Spirit High"                   | Якоб Йоньа | —     |
| 26      | Ана Черникова                  | "Silent Battlefield"            | Þórhallur Halldórsson, Никос Софиос                                                                                          | 2     |
| 27      | Ферум                          | "Love Is"                       | Дмиртий Йелезонго | 6     |
| 28      | Виолера Морару                 | "Tell Me That You Love Me"      | Евген Довбаный, Радмилa Поповикий-Парашив                                                                                    | —     |
| —       | Саша Богнибов                  | "My Friend Is Gay"              | Саша Богнибов | —     |

1. ↑  Из-за некоторых проблем, Саша Богнибов смог представить только одну из двух его песен.